# Letestua
Genre
Letestua est un genre de plantes à fleurs de la famille des Sapotaceae. Ce sont des arbres originaires d'Afrique.

## Noms vernaculaires
- Congotali.
- Kong-Afane

## Synonyme
Letestua a pour synonyme hétérotypique :
- Pierreodendron A.Chev., Vég. Ut. Afr. Trop. Franç. 9: 257 (1917).

Il ne faut pas confondre avec Pierreodendron Engl., 1907 qui est un genre de la famille des Simaroubaceae.

## Liste d'espèces
Selon Catalogue of Life (8 août 2020), The Plant List (8 août 2020) et World Checklist of Selected Plant Families (WCSP) (8 août 2020) :
- Letestua durissima (A.Chev.) Lecomte (1920)

Selon Tropicos (8 août 2020) (Attention liste brute contenant possiblement des synonymes) :
- Letestua durissima (A. Chev.) Lecomte
- Letestua floribunda Lecomte

## Utilisation
Le bois de Letestua durissima est commercialisé sous le nom de Congotali. Sa densité de 1,1 est plus élevée que celle de l'eau, et donc ce bois ne flotte pas.